# Boissise-le-Roi
Boissise-le-Roi is een gemeente in het Franse departement Seine-et-Marne (regio Île-de-France) en telt 3653 inwoners (1999). De plaats maakt deel uit van het arrondissement Melun.

## Geografie
De oppervlakte van Boissise-le-Roi bedraagt 7,1 km², de bevolkingsdichtheid is 514,5 inwoners per km².
De onderstaande kaart toont de ligging van Boissise-le-Roi met de belangrijkste infrastructuur en aangrenzende gemeenten.

## Demografie
Onderstaande figuur toont het verloop van het inwonertal (bron: INSEE-tellingen).